# Stratford (Wisconsin)
Stratford é uma vila localizada no estado norte-americano de Wisconsin, no Condado de Marathon.

## Demografia
Segundo o censo norte-americano de 2000, a sua população era de 1523 habitantes.
Em 2006, foi estimada uma população de 1513, um decréscimo de 10 (-0.7%).

## Geografia
De acordo com o United States Census Bureau tem uma área de
13,8 km², dos quais 13,7 km² cobertos por terra e 0,1 km² cobertos por água. Stratford localiza-se a aproximadamente 402 m acima do nível do mar.

## Localidades na vizinhança
O diagrama seguinte representa as localidades num raio de 20 km ao redor de Stratford.